# Aculepeira carbonaria
Aculepeira carbonaria (L. Koch, 1869) è un ragno appartenente alla famiglia Araneidae.

## Etimologia
Il nome proprio deriva dall'aggettivo latino carbonarius, cioè del colore del carbone, con riferimento alla colorazione di fondo, grigio cenere, e ai bordi del disegno bianco sull'opistosoma, marcatamente neri.

## Caratteristiche
La lunghezza totale delle zampe dei tre esemplari femminili esaminati nello studio in nota è di 14,12 mm per il primo paio; 13,07 mm per il secondo paio; 8,07 mm per il terzo paio e 11,68 per il quarto paio.
Le femmine hanno lunghezza del corpo totale di 7,57-8,65 mm.
Il colore di fondo è grigio cinerino, sul dorso è ben visibile un disegno di colore bianco contornato di nero simile ad una foglia di quercia.

## Etologia
Predilige i conoidi di deiezione dove costruisce la sua tela fra grossi blocchi di pietre. Riveste la parte centrale della tela di fitti peli bianchi in una struttura concava dove si adagia per la maggior parte del tempo, in attesa. Se disturbato, si lascia cadere al suolo e si disperde fra i sassi, per poi ritornare alla tela in un momento successivo.

## Distribuzione
La specie è stata reperita sulle Alpi, in Europa meridionale, in Turchia; in Russia (dalla parte europea all'Asia centrale), in Kazakistan e in Cina.

## Tassonomia
Al 2021 è riconosciuta come valida una sola sottospecie:
- Aculepeira carbonaria sinensis (Schenkel, 1953) - Cina

Dal 2008 non sono stati esaminati nuovi esemplari.

### Nomen dubium
La sottospecie Aculepeira carbonaria fulva Franganillo, 1913; esemplare femminile, reperito in Spagna e originariamente ascritto all'ex-genere Epeira, a seguito di un lavoro di Breitling et al., (2016b), è da ritenersi nomen dubium.